# ديمتري مونيروث
ديمتري مونيروث، حكم كرة قدم بلغاري دولي سابق. و قد حكم في كأس الخليج 1994، وقد أدار مباراة منتخب الإمارات لكرة القدم ومنتخب الكويت لكرة القدم في 9 نوفمبر 1994، وقد أدار مباراة منتخب الإمارات لكرة القدم ومنتخب البحرين لكرة القدم في 12 نوفمبر 1994.